# Loppsjön, Lappland
Loppsjön är en sjö i Arjeplogs kommun i Lappland och ingår i Umeälvens huvudavrinningsområde. Sjön har en area på 0,346 kvadratkilometer och ligger 491,9 meter över havet. Loppsjön ligger i Laisdalens fjällurskog Natura 2000-område.

## Delavrinningsområde
Loppsjön ingår i det delavrinningsområde (734783-153864) som SMHI kallar för Mynnar i Gautosjön. Medelhöjden är 709 meter över havet och ytan är 46,53 kvadratkilometer. Det finns inga avrinningsområden uppströms utan avrinningsområdet är högsta punkten. Vattendraget som avvattnar avrinningsområdet har biflödesordning 4, vilket innebär att vattnet flödar genom totalt 4 vattendrag innan det når havet efter 437 kilometer. Avrinningsområdet består mestadels av skog (42 procent) och kalfjäll (52 procent). Avrinningsområdet har 1,53 kvadratkilometer vattenytor vilket ger det en sjöprocent på 3,3 procent.